# Hans Brebus

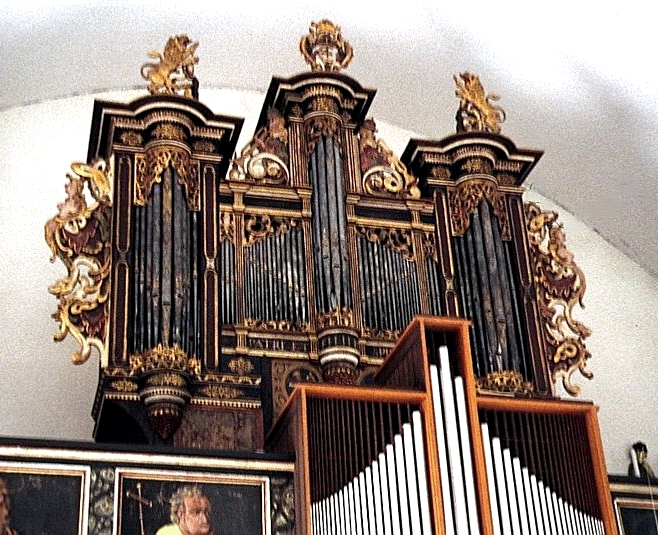
Buxtehudeorgeln i Torrlösa kyrka, vars ursprungliga renässansfasad (utan sidotornen) är från Brebus.

Hans Brebus, död 1603, var en flamländsk orgelbyggare som arbetade i Danmark under Frederik II och Kristian IV.

## Biografi
Brebus familj (Brebos) kom från staden Lier, Belgien i gamla hertigdömet Brabant och bestod av flera välkända orgelbyggare, inklusive Gillis Brebus, som troligen var Hans bror. Hans, son till orgelbyggaren Gomaar, blev ett av de tidigaste namnen i den danska orgelbyggnadens historia. Han bosatte sig i Köpenhamn omkring 1569 och stannade troligen där fram till sin död.
År 1570 blev Brebus den kungliga orgelbyggaren och var därmed ansvarig för både underhåll och nybyggnation vid de kungliga slotten. Några av de försäljningsställen där han byggde nya orglar var Helsingborg, Helsingør, Nyborg, Næstved, Ladder och Vordingborg.
Han dog våren 1603, två år efter sin fru, och begravdes den 5 maj med sång av Vor Frue skoles lärjungar.
Fyra andra personer i Brebus-familjen bar också namnet Hans (eller Juan), vilket har skapat mycket förvirring om vem som var vem.